# Maser, Italien
Maser är en ort och kommun i provinsen Treviso i regionen Veneto i norra Italien. Kommunen hade 5 118 invånare (2018) och gränsar till kommunerna Altivole, Asolo, Caerano di San Marco, Cornuda och Monfumo.
I Maser finns bland annat Villa Barbaro och Tempietto Barbaro, ritade av Andrea Palladio.